# Shaban Polluzha
Shaban Polluzha właśc. Shaban Mustafa Kastrati (ur. 1871 w Polluzhy k. Drenicy, zm. 21 lutego 1945 we wsi Cikatovë) – albański działacz narodowy i organizator ruchu powstańczego w Kosowie.

## Życiorys
Był jednym z trzech synów Mustafy Rexhepa Kastratiego (który w 1912 został rozstrzelany przez Serbów) i Hamidy. We wczesnej młodości Shaban związał się z albańskim ruchem narodowym. W czasie I wojny światowej walczył przeciwko wojskom okupacyjnym austriackim i bułgarskim. Po zakończeniu wojny do 1924 walczył w oddziale separatystów (kaczaków), dowodzonym przez Azema Galicę. Kiedy Galica został ranny Polluzha podjął decyzję o przejściu wraz z oddziałem na terytorium Albanii. 
W 1941 po agresji niemieckiej na Jugosławię został wraz z rodziną internowany przez Włochów w rejonie Pecia. Po uwolnieniu współpracował z Włochami dowodząc jednym z oddziałów milicji albańskiej tzw. Vullnetari (Ochotnicy). W rejonie Drenicy współpracował z Balli Kombëtar. Z czasem porzucił współpracę z Włochami, ale nadal walczył z serbskimi czetnikami, z czasem skłaniając się do współpracy z partyzantami jugosłowiańskimi. W początkach 1945 Polluzha zmobilizował oddziały albańskie, działające w Kosowie by wesprzeć VII Brygadę Armii Narodowo-Wyzwoleńczej w walce z Niemcami. Wobec masakry ludności albańskiej w rejonie Skenderaju dokonanej przez 27 brygadę NAWJ, Polluzha zerwał współpracę z partyzantami i zaczął atakować oddziały jugosłowiańskie, pacyfikujące Kosowo. Całość sił podległych Polluzhy szacowano na 20 tysięcy ludzi. 25 stycznia kilka brygad jugosłowiańskich rozpoczęło operację, zmierzającą do likwidacji oddziałów Polluzhy. Główną rolę w planowanej operacji odgrywała Brygada Kotorska, która w początkach lutego dotarła w rejon Drenicy.
W nocy 17/18 lutego 1945 powstańcy, dowodzeni przez Polluzhę zostali otoczeni przez oddziały 52 jugosłowiańskiej dywizji piechoty w rejonie Trstenika. W czasie przebijania się z okrążenia Shaban Polluzha został ciężko ranny i zmarł kilka dni później we wsi Cikatovë.

## Pamięć
3 czerwca 1993 ówczesny prezydent Albanii, Sali Berisha odznaczył pośmiertnie Polluzhę Orderem za działalność patriotyczną I kl. W 2012 premier rządu Kosowa Hashim Thaçi nadał Polluzhy tytuł Bohatera Kosowa. Pomnik Polluzhy stanął w Prekazie. Imię Polluzhy noszą ulice w Prisztinie, Peciu, Ferizaju, Dečani, Mitrovicy i Srbicy, a także park w Srbicy.